# 제니스은행
제니스은행은 나이지리아 은행회사다.